# San Rafael (El Salvador)
San Rafael é um município do departamento de Chalatenango, em El Salvador. Sua população estimada em 2007 era de 4 264 habitantes.